# Panorpa subulifera
Panorpa subulifera är en näbbsländeart som beskrevs av George W. Byers 1962. Panorpa subulifera ingår i släktet Panorpa och familjen skorpionsländor. Inga underarter finns listade i Catalogue of Life.